# 永沼伊久也
永沼 伊久也（ながぬま いくや、1992年2月4日 - ）は、日本の俳優、空手家。

## 人物
大阪府の春日丘高校出身。リコモーション所属。事務所の養成機関であるNEXTEENの1期生として、2010年より活動を開始。
関西小劇場の劇団公演及び大阪・京都で作られるテレビドラマ等に出演し、古田新太の付き人を経て2019年に上京。同年に初めて新国立劇場に立ち、初めて大河ドラマに出演し、初めてテレビCMに起用された。
27歳で糸東流空手道5段を允許される。無双直伝英信流居合道2段。
俳優活動開始の同年に神戸市外国語大学Ⅱ部英米学科に進学し語学を学ぶ。在学中は体育会空手道部に所属し4年生の時は主将を務めた。中学校、高等学校の英語科教育職員免許状を所持している。
2018年度後期に放送されたNHK連続テレビ小説『まんぷく』では、赤津裕次郎役で出演し、松坂慶子演じる、主人公の母、今井鈴とのコミカルな師弟関係が話題となり、一度出番が終わっていたにもかかわらず視聴者の期待に応えるかたちで最終週にも登場した。

## 出演

### テレビドラマ
- 笑福亭仁鶴50周年記念ドラマ だんらん（2013年、関西テレビ）
- ボーダーライン（2014年、NHK）
- 破門（2015年、BSスカパー!）
- ふたがしら（2015年、WOWOW）- 牛松 役
- 京都人の密かな愉しみ Blue 修業中（NHK BSプレミアム） - 山田誠一 役
  - 京都人の密かな愉しみ Blue 修業中 送る夏（2017年9月30日）
  - 京都人の密かな愉しみ Blue 修業中 祝う春（2018年4月14日）
  - 京都人の密かな愉しみ Blue 修業中 祇園さんの来はる夏（2019年8月17日）
  - 京都人の密かな愉しみ Blue 修業中 燃える秋（2021年1月30日）
- 連続テレビ小説（NHK）
  - べっぴんさん（2016年）
  - わろてんか（2017年）
  - まんぷく（2018年）- 赤津裕次郎 役
  - スカーレット（2020年1月6日 - 、）- 稲葉五郎 役
  - 舞いあがれ!（2022年）- 西浦和重 役[1]
- スクラップ・アンド・ビルド（2016年、NHK）
- 伝七捕物帳 第2シリーズ（2017年、NHK）
- 池波正太郎時代劇『光と影』（2017年、BSジャパン）
- 赤かぶ検事奮戦記『3億宝くじ強盗殺人事件！』（2017年、TBS） - 長谷部圭介 役
- 欠点だらけの刑事（2018年、テレビ朝日）
- 小吉の女房（2019年、NHK BSプレミアム）
- 大河ドラマ いだてん〜東京オリムピック噺〜（2019年、NHK） - 横山隆志 役
- 科捜研の女 SEASON 19 第19話（2019年11月7日、テレビ朝日） - 深田明良 役
- 年下彼氏 第8話（2020年5月3日、ABCテレビ） - 明 役
- BG〜身辺警護人〜 第6話（2020年7月23日、テレビ朝日） -  玉井充 役
- 真夏の少年〜19452020 第6話（2020年9月4日、テレビ朝日）
- 深夜２時のシ〆シ〆 第3話・第4話（2020年12月7日・14日、ABCテレビ）
- 月曜プレミア8 今野敏サスペンス 鬼火 警視庁強行犯係・樋口顕（2020年12月14日、テレビ東京） - 石倉修吾 役
- 六畳間のピアノマン 第2話（2021年2月13日、NHK） - 池上健太 役
- 警視庁ゼロ係〜生活安全課なんでも相談室〜 第5シリーズ 第7話（2021年6月11日、テレビ東京） - 武藤真司 役
- 最愛 第7話（2021年11月26日、TBS） - ケンジ 役
- 警視庁考察一課 第6話（2022年11月21日、テレビ東京） - 上杉健二 役
- 忘恋剤（2023年3月30日、NHK総合）
- 犬神家の一族（2023年4月22日・29日、NHK BSプレミアム・NHK BS4K） - 沢田 役
- Qrosの女 スクープという名の狂気 第5話（2024年11月4日、テレビ東京） - 半グレ 役[2]

### バラエティ・情報番組
- タクシードライバー祇園太郎 シーズン2（2013年、NHKワンセグ）
- 雨上がりのやまとナゼ！？しこ（2014年、朝日放送）
- ハピくるっ！『女の○○事件簿』（2015年、関西テレビ）
- お笑いワイドショー マルコポロリ!（2018年、関西テレビ）
- なるみ・岡村の過ぎるTV(2023年、朝日放送）

### 映画
- WOOD JOB!〜神去なあなあ日常〜 - 山本翔 役（2014年5月10日）
- 日本のいちばん長い日（2015年8月8日、アスミック・エース）
- マンハント（2017年11月23日）
- 君が世界のはじまり（2020年7月31日）
- 東京リベンジャーズ（2021年7月9日）
- HiGH&LOW THE WORST X（2022年9月9日） - 砂防天久 役

### 舞台
- タニマチ金魚「爆弾とカフェ」（2011年、川下大洋演出）
- 子供鉅人「幕末スープレックス」（2012年、益山貴司演出）HEP HALL
- 子供鉅人「HELLO HELL!!」（2013年、益山貴司演出）HEP HALL
- 南河内万歳一座「使用人」（2014年、内藤裕敬演出）東京・下北沢ザ・スズナリ、大阪・一心寺シアター倶楽
- ピッコロシアタープロデュース「マクベス」（2015年）兵庫県立芸術文化センター阪急中ホール
- 上田市交流芸術文化センター レジデンス・カンパニー事業「真田風雲録」（2015年、内藤裕敬演出）
- 劇団壱劇屋 番外公演「猩獣」（2015年）HEP HALL
- メイシアター×ホルマリン兄弟「TOUCHABLES」（2016年、後藤ひろひと演出）
- 劇団壱劇屋「五彩の神楽『賊義賊』」（2017年）HEP HALL
- 音楽劇「マニアック」（2019年、青木豪演出）大阪・森ノ宮ピロティホール、東京・新国立劇場中劇場
- トレインライドシアター「このレールはドラマチック」（2023年11月19日・23日、岩崎う大演出）東京都23区内[3]

### ラジオドラマ
- 青春アドベンチャー「阪堺電車177号の追憶」（2020年4月6日 - 4月17日、NHK-FM）
- FMシアター さよなら、わたしの神様（2021年9月25日、NHK-FM）

### イベント
- チャリウッド2014『チャリウッド王国』（2014年）
- チャリウッド2015『チャリウッド鉄道』（2015年）

### CM
- 京都精華大学「ポピュラーカルチャー学部『ラジオドラマ 喧嘩篇』」（2012年）
- SUNTORY ラジオCM（2013年）
- FM OSAKA ラジオCM（2013年）
- NTTドコモ ラジオCM（2014年）
- JA共済（2019年、2020年） - カズキ（有村架純の幼馴染） 役

### ミュージックビデオ
- wacci 「フレンズ - YouTube」（2020年）